# Dignity
Dignity – czwarty album studyjny amerykańskiej piosenkarki i aktorki Hilary Duff, wydany 21 marca 2007 nakładem wytwórni Hollywood Records.
Po wydaniu trzeciego w karierze wydawnictwa pt. Hilary Duff w 2004, artystka przeżyła sporo w swoim życiu osobistym, w tym incydent ze stalkingiem, jej rodzice rozwiedli się i zerwała ze swoim chłopakiem Joel’em Madden’em po dwóch latach związku. W rezultacie Duff przejęła inicjatywe jako producent wykonawczy w procesie powstawiania płyty, współpisząc prawie każdy utwór na albumie wraz z długoletnią współpracowniczką Karą DioGuardi.
W przeciwieństwie do pop-rockowych motywów wcześniejszych wydawnictw Hilary, Dignity nabiera raczej tanecznego brzmienia, co, jak powiedziała, nie było jej zamiarem podczas tworzenia albumu. Teksty nawiązują do wydarzeń, których doświadczyła piosenkarka w latach poprzedzających wydanie krążka, utwory na Dignity zawierają wpływy rock and rolla i hip hopu.
Opinie krytyków były w większości pozytywne; album był chwalony za pisanie piosenek (przez Hilary) i nowy kierunek muzyczny, który obrała. Po wydaniu, Dignity zadebiutował na trzecim miejscu listy Billboard 200, niżej niż poprzednie albumy Duff w dniu premiery i z niższą sprzedażą, co Billboard przypisał utracie fanów podczas zmiany kierubku muzycznego przez piosenkarkę. Mimo to album zawiera najwyżej notowany singiel Duff na liście Billboard Hot 100, „With Love”, który osiągnął dwudziestą czwartą pozycję, oraz dwa klubowe hity numer jeden na liście US Hot Dance Club Play. Album dotarł do pierwszej dziesiątki w kilku krajach i otrzymał złoty status w Stanach Zjednoczonych przez Amerykańskie Stowarzyszenie Przemysłu Nagraniowego (RIAA). Aby promować album, Duff wyruszyła w swoją czwartą trasę koncertową, The Dignity Tour, między lipcem 2007 a lutym 2008 roku.

## Tło
Poprzedni album studyjny Duff, wydany w 2004 roku i zatytułowany Hilary Duff, otrzymał generalnie negatywne recenzje. Pomimo drugiego miejsca na liście Billboard 200, jego wyniki komercyjne były skromne: opuścił listę po 33 tygodniach i sprzedał się w 1,8 miliona egzemplarzy w Stanach Zjednoczonych.
Pomiędzy wydaniami Hilary Duff i Dignity życie osobiste Duff było obfitowało w wydarzenia. W październiku 2006 roku ona i jej ówczesny chłopak, Joel Madden z punkrockowego zespołu Good Charlotte, twierdzili, że byli śledzeni przez rosyjskiego emigranta Maksima Miakowskiego i jego współlokatora, paparazzi Davida Josepha Kleina. Pomimo zakazu zbliżania się złożonym przez Duff, Miakovsky przyjechała do Stanów Zjednoczonych wyłącznie po to, aby związać się z artystką. Został później aresztowany po tym, jak groził, że ją zabije. W listopadzie zakończyła dwuletni związek z Madden. Mniej więcej w tym samym czasie jej rodzice Robert i Susan rozstali się po 22 latach małżeństwa po romansie Roberta z inną kobietą.

## Lista utworów
| Dignity – Edycja standardowa | Dignity – Edycja standardowa | Dignity – Edycja standardowa                                              | Dignity – Edycja standardowa                      | Dignity – Edycja standardowa |
| Nr                           | Tytuł utworu                 | Autorzy                                                                   | Produkcja                                         | Długość                      |
| ---------------------------- | ---------------------------- | ------------------------------------------------------------------------- | ------------------------------------------------- | ---------------------------- |
| 1.                           | „Stranger”                   | Hilary Duff · Kara DioGuardi · Vada Nobles · Derrick Haruin · Julius Diaz | Vada Nobles · Derrick Haruin · Logic              | 4:11                         |
| 2.                           | „Dignity”                    | Hilary Duff · Kara DioGuardi · Chico Bennett · Richard Vission            | Chico Bennett · Richard Vission                   | 3:13                         |
| 3.                           | „With Love”                  | Hilary Duff · Kara DioGuardi · Vada Nobles · Julius Diaz                  | Vada Nobles · Logic                               | 3:01                         |
| 4.                           | „Danger”                     | Hilary Duff · Kara DioGuardi · Vada Nobles · Julius Diaz · Mateo Camargo  | Vada Nobles · Mateo Camargo · Logic               | 3:31                         |
| 5.                           | „Gypsy Woman”                | Hilary Duff · Haylie Duff · Ryan Tedder                                   | Ryan Tedder                                       | 3:15                         |
| 6.                           | „Never Stop”                 | Hilary Duff · Kara DioGuardi · Chico Bennett · Richard Vission            | Chico Bennett · Richard Vission · Victor Gonzalez | 3:13                         |
| 7.                           | „No Work, All Play”          | Hilary Duff · Kara DioGuardi · Greg Wells                                 | Kara DioGuardi · Greg Wells                       | 4:17                         |
| 8.                           | „Between You and Me”         | Hilary Duff · Kara DioGuardi · Chico Bennett · Richard Vission            | Chico Bennett · Richard Vission                   | 3:05                         |
| 9.                           | „Dreamer”                    | Hilary Duff · Kara DioGuardi · "Fredwreck" Nassar                         | "Fredwreck" Nassar · Kara DioGuardi               | 3:11                         |
| 10.                          | „Happy”                      | Hilary Duff · Kara DioGuardi · Mitch Allan · Rhett Lawrence               | Chico Bennett · Richard Vission                   | 3:29                         |
| 11.                          | „Burned”                     | Hilary Duff · Kara DioGuardi · "Fredwreck" Nassar                         | Kara DioGuardi · "Fredwreck" Nassar               | 3:22                         |
| 12.                          | „Outside of You”             | Alecia „Pink” Moore· Chantal Kreviazuk · Raine Maida                      | Chico Bennett · Richard Vission · Raine Maida     | 4:04                         |
| 13.                          | „I Wish”                     | Hilary Duff · Kara DioGuardi · Tim Kelley · Bob Robinson                  | Tim & Bob                                         | 3:51                         |
| 14.                          | „Play with Fire”             | Hilary Duff · Kara DioGuardi · Rhett Lawrence · will.i.am                 | Rhett Lawrence                                    | 3:01                         |
|                              |                              |                                                                           |                                                   | 48:44                        |

| Dignity – Europejska wersja cyfrowa (bonus track) | Dignity – Europejska wersja cyfrowa (bonus track) | Dignity – Europejska wersja cyfrowa (bonus track)                         | Dignity – Europejska wersja cyfrowa (bonus track) | Dignity – Europejska wersja cyfrowa (bonus track) |
| Nr                                                | Tytuł utworu                                      | Autorzy                                                                   | Produkcja                                         | Długość                                           |
| ------------------------------------------------- | ------------------------------------------------- | ------------------------------------------------------------------------- | ------------------------------------------------- | ------------------------------------------------- |
| 1.                                                | „Stranger”                                        | Hilary Duff · Kara DioGuardi · Vada Nobles · Derrick Haruin · Julius Diaz | Vada Nobles · Derrick Haruin · Logic              | 4:11                                              |
| 2.                                                | „Dignity”                                         | Hilary Duff · Kara DioGuardi · Chico Bennett · Richard Vission            | Chico Bennett · Richard Vission                   | 3:13                                              |
| 3.                                                | „With Love”                                       | Hilary Duff · Kara DioGuardi · Vada Nobles · Julius Diaz                  | Vada Nobles · Logic                               | 3:01                                              |
| 4.                                                | „Danger”                                          | Hilary Duff · Kara DioGuardi · Vada Nobles · Julius Diaz · Mateo Camargo  | Vada Nobles · Mateo Camargo · Logic               | 3:31                                              |
| 5.                                                | „Gypsy Woman”                                     | Hilary Duff · Haylie Duff · Ryan Tedder                                   | Ryan Tedder                                       | 3:15                                              |
| 6.                                                | „Never Stop”                                      | Hilary Duff · Kara DioGuardi · Chico Bennett · Richard Vission            | Chico Bennett · Richard Vission · Victor Gonzalez | 3:13                                              |
| 7.                                                | „No Work, All Play”                               | Hilary Duff · Kara DioGuardi · Greg Wells                                 | Kara DioGuardi · Greg Wells                       | 4:17                                              |
| 8.                                                | „Between You and Me”                              | Hilary Duff · Kara DioGuardi · Chico Bennett · Richard Vission            | Chico Bennett · Richard Vission                   | 3:05                                              |
| 9.                                                | „Dreamer”                                         | Hilary Duff · Kara DioGuardi · "Fredwreck" Nassar                         | "Fredwreck" Nassar · Kara DioGuardi               | 3:11                                              |
| 10.                                               | „Happy”                                           | Hilary Duff · Kara DioGuardi · Mitch Allan · Rhett Lawrence               | Chico Bennett · Richard Vission                   | 3:29                                              |
| 11.                                               | „Burned”                                          | Hilary Duff · Kara DioGuardi · "Fredwreck" Nassar                         | Kara DioGuardi · "Fredwreck" Nassar               | 3:22                                              |
| 12.                                               | „Outside of You”                                  | Alecia „Pink” Moore· Chantal Kreviazuk · Raine Maida                      | Chico Bennett · Richard Vission · Raine Maida     | 4:04                                              |
| 13.                                               | „I Wish”                                          | Hilary Duff · Kara DioGuardi · Tim Kelley · Bob Robinson                  | Tim & Bob                                         | 3:51                                              |
| 14.                                               | „Play with Fire”                                  | Hilary Duff · Kara DioGuardi · Rhett Lawrence · will.i.am                 | Rhett Lawrence                                    | 3:01                                              |
| 15.                                               | „With Love Bimbo Jones Radio Edit”                | Hilary Duff · Kara DioGuardi · Vada Nobles · Julius Diaz                  | Vada Nobles · Logic · Bimbo Jones                 | 2:52                                              |
|                                                   |                                                   |                                                                           |                                                   | 51:36                                             |

| Dignity – Włoska wersja cyfrowa (bonus track) | Dignity – Włoska wersja cyfrowa (bonus track) | Dignity – Włoska wersja cyfrowa (bonus track)                             | Dignity – Włoska wersja cyfrowa (bonus track)     | Dignity – Włoska wersja cyfrowa (bonus track) |
| Nr                                            | Tytuł utworu                                  | Autorzy                                                                   | Produkcja                                         | Długość                                       |
| --------------------------------------------- | --------------------------------------------- | ------------------------------------------------------------------------- | ------------------------------------------------- | --------------------------------------------- |
| 1.                                            | „Stranger”                                    | Hilary Duff · Kara DioGuardi · Vada Nobles · Derrick Haruin · Julius Diaz | Vada Nobles · Derrick Haruin · Logic              | 4:11                                          |
| 2.                                            | „Dignity”                                     | Hilary Duff · Kara DioGuardi · Chico Bennett · Richard Vission            | Chico Bennett · Richard Vission                   | 3:13                                          |
| 3.                                            | „With Love”                                   | Hilary Duff · Kara DioGuardi · Vada Nobles · Julius Diaz                  | Vada Nobles · Logic                               | 3:01                                          |
| 4.                                            | „Danger”                                      | Hilary Duff · Kara DioGuardi · Vada Nobles · Julius Diaz · Mateo Camargo  | Vada Nobles · Mateo Camargo · Logic               | 3:31                                          |
| 5.                                            | „Gypsy Woman”                                 | Hilary Duff · Haylie Duff · Ryan Tedder                                   | Ryan Tedder                                       | 3:15                                          |
| 6.                                            | „Never Stop”                                  | Hilary Duff · Kara DioGuardi · Chico Bennett · Richard Vission            | Chico Bennett · Richard Vission · Victor Gonzalez | 3:13                                          |
| 7.                                            | „No Work, All Play”                           | Hilary Duff · Kara DioGuardi · Greg Wells                                 | Kara DioGuardi · Greg Wells                       | 4:17                                          |
| 8.                                            | „Between You and Me”                          | Hilary Duff · Kara DioGuardi · Chico Bennett · Richard Vission            | Chico Bennett · Richard Vission                   | 3:05                                          |
| 9.                                            | „Dreamer”                                     | Hilary Duff · Kara DioGuardi · "Fredwreck" Nassar                         | "Fredwreck" Nassar · Kara DioGuardi               | 3:11                                          |
| 10.                                           | „Happy”                                       | Hilary Duff · Kara DioGuardi · Mitch Allan · Rhett Lawrence               | Chico Bennett · Richard Vission                   | 3:29                                          |
| 11.                                           | „Burned”                                      | Hilary Duff · Kara DioGuardi · "Fredwreck" Nassar                         | Kara DioGuardi · "Fredwreck" Nassar               | 3:22                                          |
| 12.                                           | „Outside of You”                              | Alecia „Pink” Moore· Chantal Kreviazuk · Raine Maida                      | Chico Bennett · Richard Vission · Raine Maida     | 4:04                                          |
| 13.                                           | „I Wish”                                      | Hilary Duff · Kara DioGuardi · Tim Kelley · Bob Robinson                  | Tim & Bob                                         | 3:51                                          |
| 14.                                           | „Play with Fire”                              | Hilary Duff · Kara DioGuardi · Rhett Lawrence · will.i.am                 | Rhett Lawrence                                    | 3:01                                          |
| 15.                                           | „With Love Boosta Dub Remix”                  | Hilary Duff · Kara DioGuardi · Vada Nobles · Julius Diaz                  | Vada Nobles · Logic · Boosta                      | 6:35                                          |
|                                               |                                               |                                                                           |                                                   | 55:19                                         |

| Dignity – Japońska edycja | Dignity – Japońska edycja   | Dignity – Japońska edycja                                                 | Dignity – Japońska edycja                         | Dignity – Japońska edycja |
| Nr                        | Tytuł utworu                | Autorzy                                                                   | Produkcja                                         | Długość                   |
| ------------------------- | --------------------------- | ------------------------------------------------------------------------- | ------------------------------------------------- | ------------------------- |
| 1.                        | „Stranger”                  | Hilary Duff · Kara DioGuardi · Vada Nobles · Derrick Haruin · Julius Diaz | Vada Nobles · Derrick Haruin · Logic              | 4:11                      |
| 2.                        | „Dignity”                   | Hilary Duff · Kara DioGuardi · Chico Bennett · Richard Vission            | Chico Bennett · Richard Vission                   | 3:13                      |
| 3.                        | „With Love”                 | Hilary Duff · Kara DioGuardi · Vada Nobles · Julius Diaz                  | Vada Nobles · Logic                               | 3:01                      |
| 4.                        | „Danger”                    | Hilary Duff · Kara DioGuardi · Vada Nobles · Julius Diaz · Mateo Camargo  | Vada Nobles · Mateo Camargo · Logic               | 3:31                      |
| 5.                        | „Gypsy Woman”               | Hilary Duff · Haylie Duff · Ryan Tedder                                   | Ryan Tedder                                       | 3:15                      |
| 6.                        | „Never Stop”                | Hilary Duff · Kara DioGuardi · Chico Bennett · Richard Vission            | Chico Bennett · Richard Vission · Victor Gonzalez | 3:13                      |
| 7.                        | „No Work, All Play”         | Hilary Duff · Kara DioGuardi · Greg Wells                                 | Kara DioGuardi · Greg Wells                       | 4:17                      |
| 8.                        | „Between You and Me”        | Hilary Duff · Kara DioGuardi · Chico Bennett · Richard Vission            | Chico Bennett · Richard Vission                   | 3:05                      |
| 9.                        | „Dreamer”                   | Hilary Duff · Kara DioGuardi · "Fredwreck" Nassar                         | "Fredwreck" Nassar · Kara DioGuardi               | 3:11                      |
| 10.                       | „Happy”                     | Hilary Duff · Kara DioGuardi · Mitch Allan · Rhett Lawrence               | Chico Bennett · Richard Vission                   | 3:29                      |
| 11.                       | „Burned”                    | Hilary Duff · Kara DioGuardi · "Fredwreck" Nassar                         | Kara DioGuardi · "Fredwreck" Nassar               | 3:22                      |
| 12.                       | „Outside of You”            | Alecia „Pink” Moore· Chantal Kreviazuk · Raine Maida                      | Chico Bennett · Richard Vission · Raine Maida     | 4:04                      |
| 13.                       | „I Wish”                    | Hilary Duff · Kara DioGuardi · Tim Kelley · Bob Robinson                  | Tim & Bob                                         | 3:51                      |
| 14.                       | „Play with Fire”            | Hilary Duff · Kara DioGuardi · Rhett Lawrence · will.i.am                 | Rhett Lawrence                                    | 3:01                      |
| 15.                       | „With Love (DJ Kaya Remix)” | Hilary Duff · Kara DioGuardi · Vada Nobles · Julius Diaz                  | Vada Nobles · Logic · DJ Kaya                     | 3:58                      |
|                           |                             |                                                                           |                                                   | 52:42                     |

| Dignity – Wersja Best Buy (bonus tracks) | Dignity – Wersja Best Buy (bonus tracks) | Dignity – Wersja Best Buy (bonus tracks)                                  | Dignity – Wersja Best Buy (bonus tracks)          | Dignity – Wersja Best Buy (bonus tracks) |
| Nr                                       | Tytuł utworu                             | Autorzy                                                                   | Produkcja                                         | Długość                                  |
| ---------------------------------------- | ---------------------------------------- | ------------------------------------------------------------------------- | ------------------------------------------------- | ---------------------------------------- |
| 1.                                       | „Stranger”                               | Hilary Duff · Kara DioGuardi · Vada Nobles · Derrick Haruin · Julius Diaz | Vada Nobles · Derrick Haruin · Logic              | 4:11                                     |
| 2.                                       | „Dignity”                                | Hilary Duff · Kara DioGuardi · Chico Bennett · Richard Vission            | Chico Bennett · Richard Vission                   | 3:13                                     |
| 3.                                       | „With Love”                              | Hilary Duff · Kara DioGuardi · Vada Nobles · Julius Diaz                  | Vada Nobles · Logic                               | 3:01                                     |
| 4.                                       | „Danger”                                 | Hilary Duff · Kara DioGuardi · Vada Nobles · Julius Diaz · Mateo Camargo  | Vada Nobles · Mateo Camargo · Logic               | 3:31                                     |
| 5.                                       | „Gypsy Woman”                            | Hilary Duff · Haylie Duff · Ryan Tedder                                   | Ryan Tedder                                       | 3:15                                     |
| 6.                                       | „Never Stop”                             | Hilary Duff · Kara DioGuardi · Chico Bennett · Richard Vission            | Chico Bennett · Richard Vission · Victor Gonzalez | 3:13                                     |
| 7.                                       | „No Work, All Play”                      | Hilary Duff · Kara DioGuardi · Greg Wells                                 | Kara DioGuardi · Greg Wells                       | 4:17                                     |
| 8.                                       | „Between You and Me”                     | Hilary Duff · Kara DioGuardi · Chico Bennett · Richard Vission            | Chico Bennett · Richard Vission                   | 3:05                                     |
| 9.                                       | „Dreamer”                                | Hilary Duff · Kara DioGuardi · "Fredwreck" Nassar                         | "Fredwreck" Nassar · Kara DioGuardi               | 3:11                                     |
| 10.                                      | „Happy”                                  | Hilary Duff · Kara DioGuardi · Mitch Allan · Rhett Lawrence               | Chico Bennett · Richard Vission                   | 3:29                                     |
| 11.                                      | „Burned”                                 | Hilary Duff · Kara DioGuardi · "Fredwreck" Nassar                         | Kara DioGuardi · "Fredwreck" Nassar               | 3:22                                     |
| 12.                                      | „Outside of You”                         | Alecia „Pink” Moore· Chantal Kreviazuk · Raine Maida                      | Chico Bennett · Richard Vission · Raine Maida     | 4:04                                     |
| 13.                                      | „I Wish”                                 | Hilary Duff · Kara DioGuardi · Tim Kelley · Bob Robinson                  | Tim & Bob                                         | 3:51                                     |
| 14.                                      | „Play with Fire”                         | Hilary Duff · Kara DioGuardi · Rhett Lawrence · will.i.am                 | Rhett Lawrence                                    | 3:01                                     |
| 15.                                      | „Play with Fire (Rock Mix)”              | Hilary Duff · Kara DioGuardi · Rhett Lawrence · will.i.am                 | Rhett Lawrence                                    | 2:56                                     |
| 16.                                      | „Stranger (Vada Mix)”                    | Hilary Duff · Kara DioGuardi · Vada Nobles · Derrick Haruin · Julius Diaz | Vada Nobles · Derrick Haruin · Logic              | 4:19                                     |
|                                          |                                          |                                                                           |                                                   | 55:59                                    |

| Dignity – Wersja Walmart (bonus CD – Dignity Remixes EP) | Dignity – Wersja Walmart (bonus CD – Dignity Remixes EP) | Dignity – Wersja Walmart (bonus CD – Dignity Remixes EP)       | Dignity – Wersja Walmart (bonus CD – Dignity Remixes EP)                                | Dignity – Wersja Walmart (bonus CD – Dignity Remixes EP) |
| Nr                                                       | Tytuł utworu                                             | Autorzy                                                        | Produkcja                                                                               | Długość                                                  |
| -------------------------------------------------------- | -------------------------------------------------------- | -------------------------------------------------------------- | --------------------------------------------------------------------------------------- | -------------------------------------------------------- |
| 1.                                                       | „With Love (Richard Vission Remix)”                      | Hilary Duff · Kara DioGuardi · Vada Nobles · Julius Diaz       | Vada Nobles · Logic · Richard Vission · Chico Bennett                                   | 6:09                                                     |
| 2.                                                       | „Play with Fire (Richard Vission Remix)”                 | Hilary Duff · Kara DioGuardi · Rhett Lawrence · will.i.am      | Rhett Lawrence · Richard Vission · Chico Bennett                                        | 3:13                                                     |
| 3.                                                       | „Dignity (Richard Vission Remix)”                        | Hilary Duff · Kara DioGuardi · Chico Bennett · Richard Vission | Chico Bennett · Richard Vission                                                         | 3:45                                                     |
| 4.                                                       | „Play with Fire (Vada Mix)”                              | Hilary Duff · Kara DioGuardi · Rhett Lawrence · will.i.am      | Rhett Lawrence · Richard Vission · Chico Bennett · Vada Nobles · Derrick Haruin · Logic | 3:17                                                     |
| 5.                                                       | „Come Clean (Dance Mix)”                                 | Kara DioGuardi · John Shanks                                   | John Shanks · Chris Cox                                                                 | 3:44                                                     |
|                                                          |                                                          |                                                                |                                                                                         | 20:08                                                    |

| Dignity – Wersja Deluxe (bonus DVD) | Dignity – Wersja Deluxe (bonus DVD) | Dignity – Wersja Deluxe (bonus DVD) | Dignity – Wersja Deluxe (bonus DVD) |
| Nr                                  | Tytuł utworu                        | Reżyseria                           | Długość                             |
| ----------------------------------- | ----------------------------------- | ----------------------------------- | ----------------------------------- |
| 1.                                  | „At Home with Hilary”               |                                     | 32:41                               |
| 2.                                  | „Why Not (teledysk)”                | Elliott Lester                      | 3:06                                |
| 3.                                  | „So Yesterday (teledysk)”           | Chris Applebaum                     | 3:34                                |
| 4.                                  | „Our Lips Are Sealed (teledysk)”    | Chris Applebaum                     | 2:41                                |
| 5.                                  | „Fly (teledysk)”                    | Chris Applebaum                     | 3:55                                |
| 6.                                  | „Wake Up (teledysk)”                | Marc Webb                           | 3:39                                |
| 7.                                  | „Beat of My Heart (teledysk)”       | Phil Harder                         | 3:10                                |
| 8.                                  | „Play with Fire (teledysk)”         | Alex Courtes · Martin Fougerol      | 3:03                                |
| 9.                                  | „With Love (teledysk)”              | Matthew Rolston                     | 3:08                                |
|                                     |                                     |                                     | 58:57                               |

| Dignity – Japońska wersja Deluxe (bonus DVD) | Dignity – Japońska wersja Deluxe (bonus DVD)        | Dignity – Japońska wersja Deluxe (bonus DVD) | Dignity – Japońska wersja Deluxe (bonus DVD) |
| Nr                                           | Tytuł utworu                                        | Reżyseria                                    | Długość                                      |
| -------------------------------------------- | --------------------------------------------------- | -------------------------------------------- | -------------------------------------------- |
| 1.                                           | „At Home with Hilary”                               |                                              | 32:41                                        |
| 2.                                           | „Why Not (teledysk)”                                | Elliott Lester                               | 3:06                                         |
| 3.                                           | „So Yesterday (teledysk)”                           | Chris Applebaum                              | 3:34                                         |
| 4.                                           | „Our Lips Are Sealed (teledysk)”                    | Chris Applebaum                              | 2:41                                         |
| 5.                                           | „Fly (teledysk)”                                    | Chris Applebaum                              | 3:55                                         |
| 6.                                           | „Wake Up (teledysk)”                                | Marc Webb                                    | 3:39                                         |
| 7.                                           | „Beat of My Heart (teledysk)”                       | Phil Harder                                  | 3:10                                         |
| 8.                                           | „Play with Fire (teledysk)”                         | Alex Courtes · Martin Fougerol               | 3:03                                         |
| 9.                                           | „With Love (teledysk)”                              | Matthew Rolston                              | 3:08                                         |
| 10.                                          | „Hilary Duff x Leslie Key Making of the Photo Book” |                                              | 3:35                                         |
|                                              |                                                     |                                              | 1:02:32                                      |

## Personel
- Hilary Duff – producent wykonawczy, wokal prowadzący i chórki(wszystkie utwory)
- Chico Bennett – producent (utwór: 2, 6, 8, 10, 12)
- Mateo Camargo – producent (utwór: 4)
- Kara DioGuardi – producent (utwór: 7, 9, 11)
- Víctor González – producent (utwór: 6)
- Tim & Bob – producent (utwór: 13)
- Jason Groucott – miksowanie (ścieżki 1–4, 7-8, 10, 12)
- Derrick Harvin – producent (utwór: 1)
- Richard „Segal” Huredia – miksowanie (utwory 9, 11)
- Alain Johannes – miksowanie (ścieżka 5)
- Enny Joo – dyrektor artystyczny
- Rhett Lawrence – producent, mksowanie (ścieżka 14)
- Logic – producent, mksowanie
- Raine Maida – producent
- Manny Marroquin – mksowanie
- Andrew McPherson – fotograf
- Fredwreck – producent, mksowanie
- Vada Nobles – producent, mksowanie
- Andre Recke – producent wykonawczy, A&R, kierownictwo
- Ryan Tedder – producent
- Richard Vission – producent
- Greg Wells – producent
- will.i.am – producent

Źródło

## Notowania
| Lista (2007)                     | Najwyższa pozycja |
| -------------------------------- | ----------------- |
| Argentyna (CAPIF)                | 15                |
| Australia (ARIA)                 | 17                |
| Kanada (Billboard)               | 3                 |
| Kolumbia (National-Report)       | 1                 |
| Francja (SNEP)                   | 133               |
| Irlandia (IRMA)                  | 10                |
| Włochy (FIMI)                    | 8                 |
| Japonia (Oricon)                 | 12                |
| Meksyk (AMPROFON)                | 22                |
| Nowa Zelandia (RIA)              | 31                |
| Hiszpania (PROMUSICAE)           | 12                |
| Szwajcaria (Schweizer Hitparade) | 64                |
| Wielka Brytania (OCC)            | 25                |
| USA Billboard 200                | 3                 |

| Lista (2007)      | Najwyższa pozycja |
| ----------------- | ----------------- |
| USA Billboard 200 | 151               |

## Certyfikaty
| Państwo          | Status          |
| ---------------- | --------------- |
| Irlandia (IRMA)  | Złoto (7,500)   |
| Włochy (FIMI)    | Złoto (40,000)  |
| Korea Południowa | (1,801)         |
| USA (RIAA)       | Złoto (500,000) |

## Historia wydania
| Kraj       | Data             | Edycja                       | Wytwórnia |
| ---------- | ---------------- | ---------------------------- | --------- |
| Włochy     | 21 marca 2007    | standard · deluxe            | Virgin    |
| UK         | 26 marca 2007    | standard · deluxe            | EMI       |
| Hiszpania  | 26 marca 2007    | standard · deluxe            | EMI       |
| Japonia    | 28 marca 2007    | standard · edycja limitowana | Avex Trax |
| Austria    | 30 marca 2007    | standard · deluxe            | EMI       |
| Niemcy     | 30 marca 2007    | standard · deluxe            | EMI       |
| Szwajcaria | 30 marca 2007    | standard · deluxe            | EMI       |
| Australia  | 31 marca 2007    | standard                     | EMI       |
| Kanada     | 3 kwietnia 2007  | standard · deluxe            | Universal |
| USA        | 3 kwietnia 2007  | standard · deluxe            | Hollywood |
| Australia  | 19 stycznia 2008 | Deluxe tour edition          | EMI       |